# Cardiastethus pergandei
Cardiastethus pergandei är en insektsart som beskrevs av Reuter 1884. Cardiastethus pergandei ingår i släktet Cardiastethus och familjen näbbskinnbaggar. Inga underarter finns listade i Catalogue of Life.